# Jardín del Príncipe de Anglona
El jardín del Príncipe de Anglona se encuentra en la plaza de la Paja, en la zona conocida como Madrid de los Austrias, concretamente en el barrio de La Latina, uno de los principales focos turísticos de esta ciudad española. Constituye una de las escasas muestras de jardines nobiliarios del siglo XVIII que se conservan en la capital. Pertenece al Ayuntamiento de Madrid, que se encarga de su gestión, mantenimiento y conservación.

## Historia

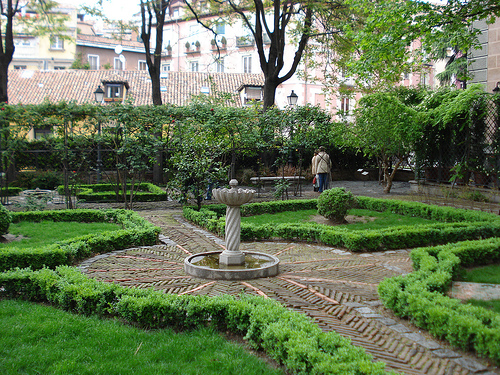
Vista general

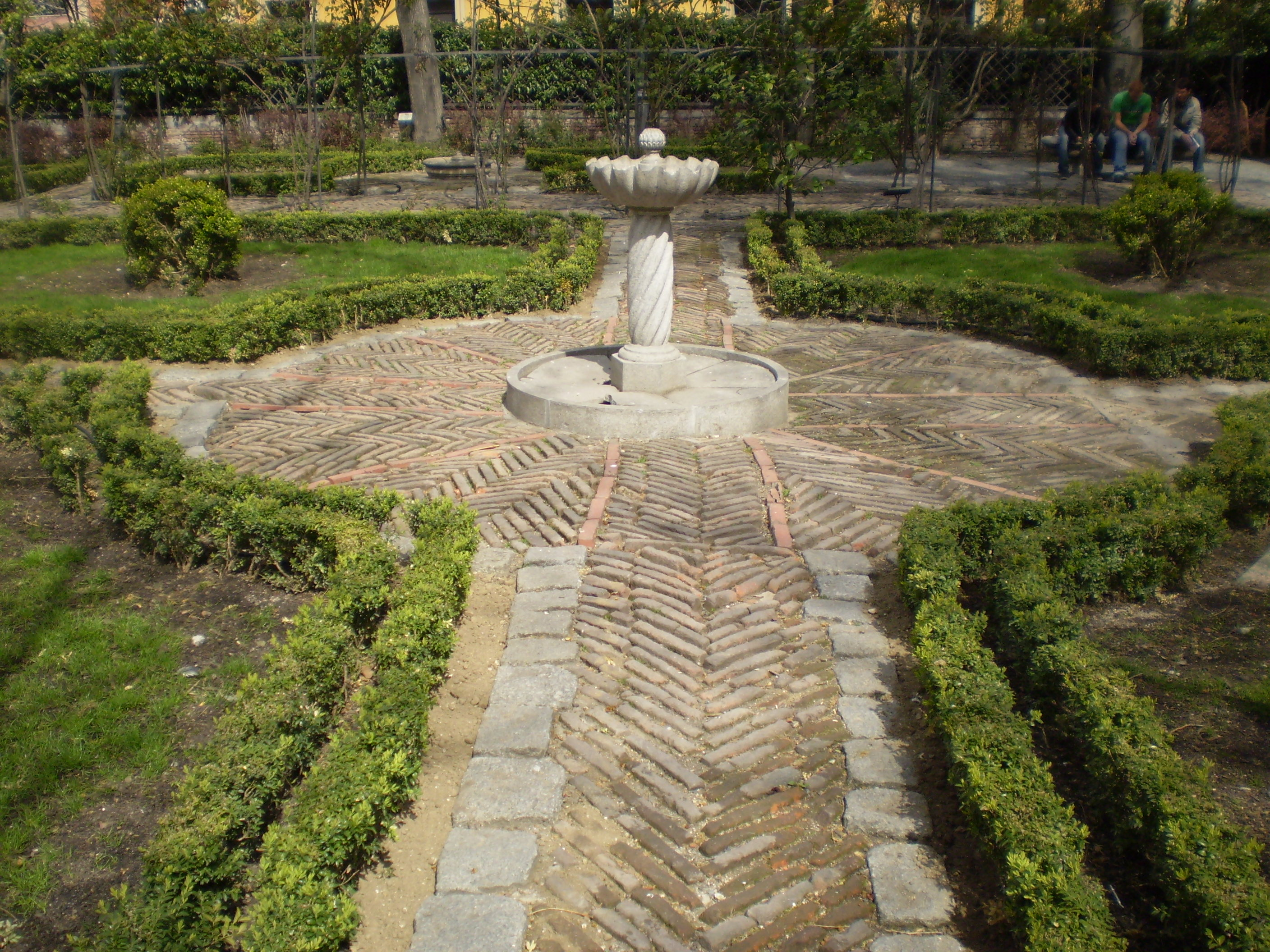
Cuerpo central del jardín, presidido por una pequeña fuente

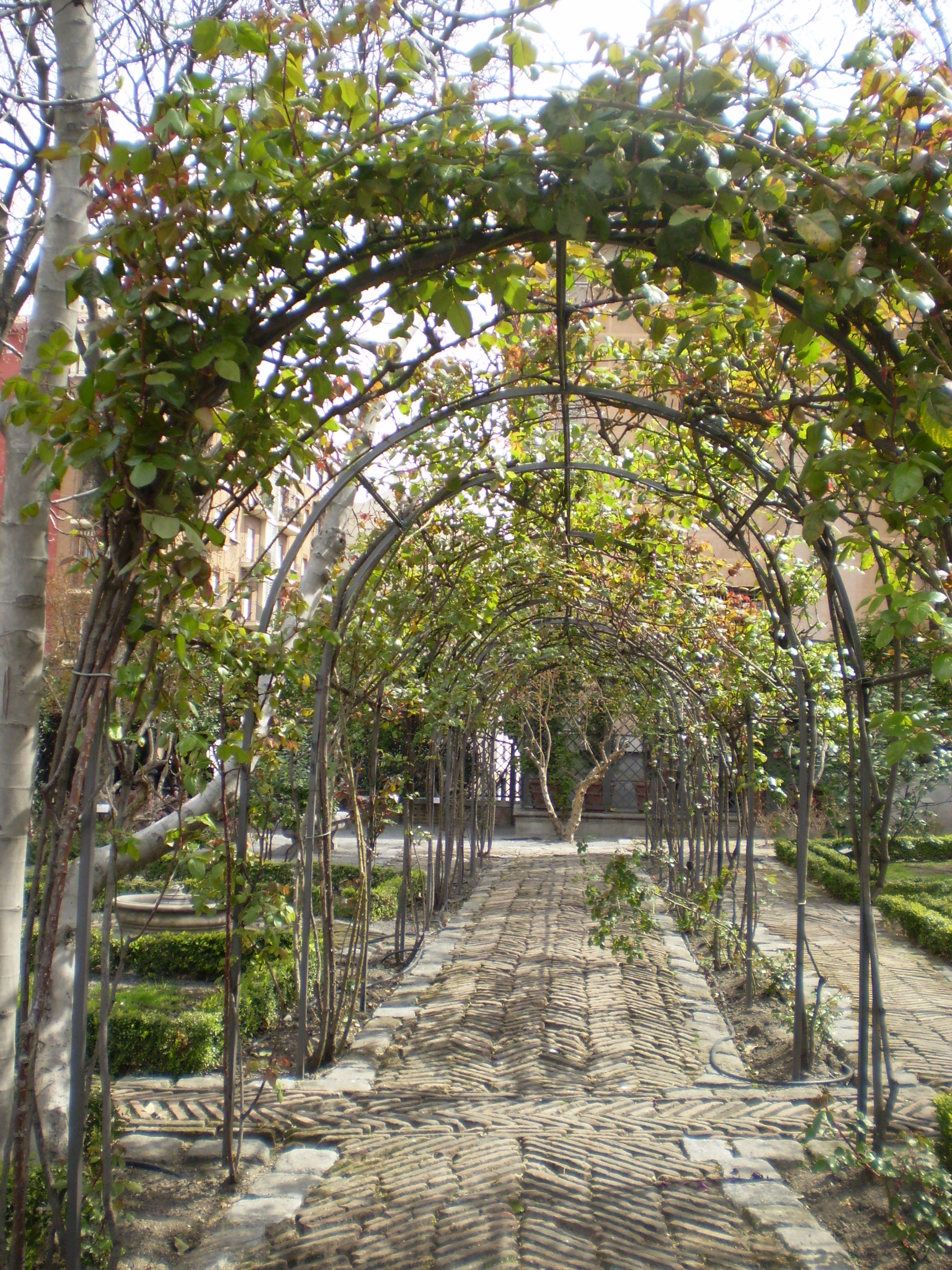
Pérgola del jardín

La historia de este conjunto ajardinado se vincula a la del palacio del Príncipe de Anglona, edificio construido hacia 1530 como residencia de Francisco de Vargas, consejero de los Reyes Católicos y de Carlos I, si bien su aspecto actual corresponde a una reforma efectuada en el año 1802.
El jardín fue trazado en el siglo XVIII, junto a uno de los laterales de la casa palaciega. Se debe a un diseño de 1761 realizado por Nicolas Chalmandrier, quien proyectó una pequeña zona de recreo de estilo neoclásico, con toques característicos de los jardines hispano-árabes. Fue objeto de una transformación a principios del siglo XX.
Tanto el jardín como la casa palaciega toman su nombre de Pedro de Alcántara Téllez-Girón y Alfonso-Pimentel, príncipe de Anglona y marqués de Jabalquinto, quien habitó en el lugar en el siglo XIX. Otro de sus moradores fue el conde de Benavente.
En los dos primeros tercios del siglo XX, el recinto quedó en el abandono. En 1978 pasó a manos del Ayuntamiento de Madrid, que tiene instaladas varias dependencias municipales en el interior del palacio. En el siglo XX, se procedió a la reconstrucción del conjunto ajardinado por parte del arquitecto Eduardo Barceló de Torres en 1987, quedando abierto al público en el año 2002.

## Descripción
El Jardín del Príncipe de Anglona se sitúa sobre un terraplén artificial, que salva el fuerte desnivel existente entre la plaza de la Paja y la calle de Segovia. 
Ocupa una superficie aproximada de 500 m², cuyo perímetro está cercado mediante una tapia de ladrillo, sobre la que descansa, en algunos tramos, una celosía.
Consta de tres áreas bien diferenciadas. El cuerpo central, el más importante, está dividido en cuatro cuadrantes, entre los cuales se abren varios caminos, realizados con ladrillos aparejados a sardinel. En la intersección de los mismos, aparece situada una fuente de reducidas dimensiones, labrada en granito. Está formada por una columna y una taza, que presentan relieves en espiral, a modo de columna salomónica.
Junto a la parte de la tapia que da la calle de Segovia, se extiende un paseo, arropado por una pérgola, que cuenta con una rosaleda. En una de las esquinas de la parcela, junto a la plaza de la Paja, se alza un cenador de hierro, que conforma la tercera de las áreas distinguidas.
El jardín combina árboles de grandes dimensiones con pequeños parterres, delimitados por setos de boj y con plantaciones de pradera.